# Імітаційні моделі глобальних процесів у біосфері
Імітаційні моделі глобальних процесів у біосфері ( біогеохімічних циклів) — моделі для опису змін компонентів  екосистем під впливом  антропогенних факторів в масштабі  біосфери. Однією з перших глобальних моделей зміни біосфери, атмосфери і клімату була модель В. О. Костіцина, запропонована в 1935 р..
У квітні 1968 р. в Римі з ініціативи підприємця — одного з економічних директорів компанії «Фіат» — А. Печчеї (Aurelio Peccei) зібралася група з 30 фахівців (природники, математики, економісти, соціологи, промисловці) з десяти країн з метою виробити стратегію людства щодо запобігання глобальної еколого-економічної кризи. Ця група отримала назву «Римський клуб».
Методологічною основою побудови прогнозів у глобальному масштабі стали методи математичного моделювання і, перш за все, методи системної динаміки  Д. Форрестера, особливо його перший досвід глобального імітаційного моделювання, узагальнений в монографії «Мировая динамика» (1971 р.). За словами Е. Ласло (E. Laszlo): "Головним чином завдяки зусиллям Римського клубу швидко зросла міжнародна поінформованість щодо світової проблематики. Якщо продовжити аналогію з медициною, то можна сказати, що Клуб вперше перейшов від постановки діагнозу (Медоуз, Месарович, Пестель) до приписів певних засобів (Тінберген, Ласло і інші доповіді). Але не в докір героїчним зусиллям групи Ауреліо Печчеї, в області терапії було досягнуто порівняно мало. Використовуючи іншу метафору, можна сказати, що Клуб допоміг намітити шлях, але мало зробив, щоб виникло бажання слідувати цим шляхом. Якщо вірне прислів'я, що де хотіння, там і уміння, то віз виявилася попереду коня … ".
Версію глобальної моделі біосфери, названу «Системою Геї», було створено в ОЦ АН СРСР наприкінці 70-х — початку 80-х років під керівництвом М. М. Моїсеєва. Це одна з «найекологічних» імітаційних моделей глобального рівня. Зокрема, з її допомогою було проаналізовано сценарій «локального ядерного конфлікту», описаний ефект « ядерної зими» і дано прогноз глобальних змін у біосфері.

## Ресурси Інтернету
- Розенберг Г. С. О структуре учения о биосфере
- Дедю И. И. Экологический энциклопедический словарь. — Кишинев, 1989 [Архівовано 24 жовтня 2016 у Wayback Machine.]
- Словарь ботанических терминов / Под общ. ред. И. А. Дудки. — Киев, Наук. Думка, 1984 [Архівовано 31 жовтня 2016 у Wayback Machine.]
- Англо-русский биологический словарь (online версия) [Архівовано 6 листопада 2016 у Wayback Machine.]
- Англо-русский научный словарь (online версия) [Архівовано 21 жовтня 2016 у Wayback Machine.]